# Parallelia derubida
Parallelia derubida är en fjärilsart som beskrevs av Embrik Strand 1914. Parallelia derubida ingår i släktet Parallelia och familjen nattflyn. Inga underarter finns listade i Catalogue of Life.